# Bielorussia ai XXIII Giochi olimpici invernali
La Bielorussia ha partecipato ai XXIII Giochi olimpici invernali, che si sono svolti dal 9 al 28 febbraio 2018 a Pyeongchang in Corea del Sud, con una delegazione composta da 33 atleti.

## Medaglie
| Riepilogo quotidiano | Riepilogo quotidiano | Riepilogo quotidiano | Riepilogo quotidiano | Riepilogo quotidiano | Riepilogo quotidiano |
| -------------------- | -------------------- | -------------------- | -------------------- | -------------------- | -------------------- |
| Giorno               | Data                 |                      |                      |                      | Totale               |
| 1º                   | 10                   | 0                    | 0                    | 0                    | 0                    |
| 2º                   | 11                   | 0                    | 0                    | 0                    | 0                    |
| 3º                   | 12                   | 0                    | 0                    | 0                    | 0                    |
| 4º                   | 13                   | 0                    | 0                    | 0                    | 0                    |
| 5º                   | 14                   | 0                    | 0                    | 0                    | 0                    |
| 6º                   | 15                   | 0                    | 0                    | 0                    | 0                    |
| 7º                   | 16                   | 1                    | 0                    | 0                    | 1                    |
| 8º                   | 17                   | 0                    | 1                    | 0                    | 1                    |
| 9º                   | 18                   | 0                    | 0                    | 0                    | 0                    |
| 10º                  | 19                   | 0                    | 0                    | 0                    | 0                    |
| 11º                  | 20                   | 0                    | 0                    | 0                    | 0                    |
| 12º                  | 21                   | 0                    | 0                    | 0                    | 0                    |
| 13º                  | 22                   | 1                    | 0                    | 0                    | 1                    |
| 14º                  | 23                   | 0                    | 0                    | 0                    | 0                    |
| 15º                  | 24                   | 0                    | 0                    | 0                    | 0                    |
| 16º                  | 25                   | 0                    | 0                    | 0                    | 0                    |
| Totale               | Totale               | 2                    | 1                    | 0                    | 3                    |

### Medagliere per discipline
| Sport     | Oro | Argento | Bronzo | Totale |
| --------- | --- | ------- | ------ | ------ |
| Freestyle | 1   | 0       | 0      | 1      |
| Biathlon  | 1   | 1       | 0      | 2      |
| Totale    | 2   | 1       | 0      | 3      |

### Medaglie d'oro
| Medaglia | Nome                                                               | Sport     | Evento                     |
| -------- | ------------------------------------------------------------------ | --------- | -------------------------- |
| Oro      | Hanna Hus'kova                                                     | Freestyle | Salti femminile            |
| Oro      | Nadzeja Skardzina Iryna Kryŭko Dzinara Alimbekava Dar"ja Domračava | Biathlon  | Staffetta 4x6 km femminile |

### Medaglie d'argento
| Medaglia | Nome             | Sport    | Evento                      |
| -------- | ---------------- | -------- | --------------------------- |
| Argento  | Dar"ja Domračava | Biathlon | Partenza in linea femminile |

## Biathlon

### Maschile
La Bielorussia ha diritto a schierare 5 atleti in seguito ad aver terminato tra la sesta e la ventesima posizione del ranking maschile per nazioni della Coppa del Mondo di biathlon 2017.
| Gara                 | Atleta                                                             | Penalità    | Tempo d'arrivo | Posizione |
| -------------------- | ------------------------------------------------------------------ | ----------- | -------------- | --------- |
| 10 km sprint         | Sjargej Bačarnikaŭ                                                 | 2 (1+1)     | 25'20"9        | 42º       |
| 10 km sprint         | Uladzimir Čapelin                                                  | 2 (1+1)     | 25'04"8        | 34º       |
| 10 km sprint         | Raman Jalëtnaŭ                                                     | 6 (2+4)     | 26'12"6        | 71º       |
| 10 km sprint         | Anton Smol'ski                                                     | 1 (1+0)     | 25'05"9        | 35º       |
| 12,5 km inseguimento | Sjargej Bačarnikaŭ                                                 | 6 (1+3+0+2) | 37'15"6        | 37º       |
| 12,5 km inseguimento | Uladzimir Čapelin                                                  | 6 (0+0+3+3) | 37'04"6        | 36º       |
| 12,5 km inseguimento | Anton Smol'ski                                                     | 3 (1+1+1+0) | 36'44"1        | 33º       |
| 20 km individuale    | Sjargej Bačarnikaŭ                                                 | 1 (0+0+0+1  | 50'25"3        | 18º       |
| 20 km individuale    | Uladzimir Čapelin                                                  | 3 (1+0+1+1) | 51'27"9        | 30º       |
| 20 km individuale    | Raman Jalëtnaŭ                                                     | 5 (1+2+1+1) | 52'57"6        | 52º       |
| 20 km individuale    | Maksim Varabej                                                     | 3 (0+2+0+1) | 52'01"3        | 39º       |
| Staffetta 4x7,5 km   | Anton Smol'ski Raman Jalëtnaŭ Sjargej Bačarnikaŭ Uladzimir Čapelin | 15 (3+12)   | 1h20'06"0      | 8ª        |

### Femminile
La Bielorussia ha diritto a schierare 5 atleti in seguito ad aver terminato tra la sesta e la ventesima posizione del ranking femminile per nazioni della Coppa del Mondo di biathlon 2017.
| Gara                      | Atleta                                                             | Penalità    | Tempo d'arrivo | Posizione |
| ------------------------- | ------------------------------------------------------------------ | ----------- | -------------- | --------- |
| 7,5 km sprint             | Dar"ja Domračava                                                   | 2 (1+1)     | 21'52"4        | 9ª        |
| 7,5 km sprint             | Iryna Kryŭko                                                       | 1 (0+1)     | 22'17"4        | 17ª       |
| 7,5 km sprint             | Nadzeja Pisarava                                                   | 2 (0+2)     | 23'29"1        | 52ª       |
| 7,5 km sprint             | Nadzeja Skardzina                                                  | 3 (2+1)     | 23'07"8        | 36ª       |
| 10 km inseguimento        | Dar"ja Domračava                                                   | 6 (0+1+1+4) | 34'26"8        | 37ª       |
| 10 km inseguimento        | Iryna Kryŭko                                                       | 2 (1+0+0+1) | 32'54"0        | 17ª       |
| 10 km inseguimento        | Nadzeja Pisarava                                                   | 3 (2+0+0+1) | 35'10"3        | 44ª       |
| 10 km inseguimento        | Nadzeja Skardzina                                                  | 1 (0+0+1+0) | 32'42"7        | 14ª       |
| 15 km individuale         | Dzinara Alimbekava                                                 | 4 (1+1+1+1) | 47'04"0        | 56ª       |
| 15 km individuale         | Dar"ja Domračava                                                   | 4 (0+0+1+3) | 44'57"8        | 27ª       |
| 15 km individuale         | Iryna Kryŭko                                                       | 3 (0+2+0+1) | 45'26"0        | 36ª       |
| 15 km individuale         | Nadzeja Skardzina                                                  | 1 (0+0+0+1) | 43'40"2        | 10ª       |
| 12,5 km partenza in linea | Dar"ja Domračava                                                   | 1 (0+0+1+0) | 35'41"8        |           |
| 12,5 km partenza in linea | Iryna Kryŭko                                                       | 4 (3+1+0+0) | 39'04"0        | 26ª       |
| 12,5 km partenza in linea | Nadzeja Skardzina                                                  | 0 (0+0+0+0) | 36'10"9        | 7ª        |
| Staffetta 4x6 km          | Nadzeja Skardzina Iryna Kryŭko Dzinara Alimbekava Dar"ja Domračava | 9 (0+9)     | 1h12'14"1      |           |

### Gare miste
| Gara                        | Atleti                                                                  | Penalità | Tempo d'arrivo | Posizione |
| --------------------------- | ----------------------------------------------------------------------- | -------- | -------------- | --------- |
| Staffetta 2x6 km + 2x7,5 km | Nadzeja Skardzina Dar"ja Domračava Sjargej Bačarnikaŭ Uladzimir Čapelin | 3 (0+3)  | 1h09'29"8      | 5ª        |

## Freestyle
| Atleta                   | Evento          | Qualificazione | Qualificazione | Qualificazione | Qualificazione | Finale          | Finale          | Finale          | Finale          | Finale          | Finale          |
| Atleta                   | Evento          | Salto 1        | Salto 1        | Salto 2        | Salto 2        | Salto 1         | Salto 1         | Salto 2         | Salto 2         | Salto 3         | Salto 3         |
| Atleta                   | Evento          | Punti          | Posizione      | Punti          | Posizione      | Punti           | Posizione       | Punti           | Posizione       | Punti           | Posizione       |
| ------------------------ | --------------- | -------------- | -------------- | -------------- | -------------- | --------------- | --------------- | --------------- | --------------- | --------------- | --------------- |
| Maksim Huscik            | Salti maschile  | 92,92          | 18º            | 89,14          | 16º            | non qualificato | non qualificato | non qualificato | non qualificato | non qualificato | non qualificato |
| Stanislau Hladchenko     | Salti maschile  | 126,11         | 4º Q           | Bye            | Bye            | 123,01          | 5º Q            | 126.70          | 3º Q            | 92,61           | 6º              |
| Anton Kušnir             | Salti maschile  | 120,80         | 11º            | 121,27         | 7º             | non qualificato | non qualificato | non qualificato | non qualificato | non qualificato | non qualificato |
| Hanna Hus'kova           | Salti femminile | 100,45         | 2ª Q           | Bye            | Bye            | 94,15           | 1ª Q            | 85,05           | 4ª Q            | 96,14           |                 |
| Aliaksandra Ramanouskaya | Salti femminile | 38,85          | 24ª            | 83,65          | 8ª             | non qualificata | non qualificata | non qualificata | non qualificata | non qualificata | non qualificata |
| Ala Cuper                | Salti femminile | 77,90          | 15ª            | 99,37          | 1ª Q           | 90,82           | 3ª Q            | 84,00           | 5ª Q            | 59,94           | 4ª              |

## Pattinaggio di velocità

### Uomini
| Gara   | Atleta           | Tempo    | Posizione |
| ------ | ---------------- | -------- | --------- |
| 500 m  | Ignat Golovaciuk | 35"23    | 22º       |
| 1000 m | Ignat Golovaciuk | 1'10"140 | 28º       |

| Gara       | Atleta           | Semifinali | Semifinali | Semifinali | Finale | Finale  | Finale |
| Gara       | Atleta           | Punti      | Tempo      | Pos.       | Punti  | Tempo   | Pos.   |
| ---------- | ---------------- | ---------- | ---------- | ---------- | ------ | ------- | ------ |
| Mass start | Vitali Mikhailau | 20         | 7'55"25    | 3º Q       | 1      | 7'53"38 | 7º     |

### Donne
| Gara   | Atleta             | Tempo   | Posizione |
| ------ | ------------------ | ------- | --------- |
| 500 m  | Kseniya Sadouskaya | 39"64   | 30ª       |
| 1500 m | Maryna Zuyeva      | DSQ     | DSQ       |
| 3000 m | Maryna Zuyeva      | 4'05"96 | 11ª       |
| 5000 m | Maryna Zuyeva      | 7'04"41 | 7ª        |

| Gara       | Atleta              | Semifinali | Semifinali | Semifinali | Finale          | Finale          | Finale          |
| Gara       | Atleta              | Punti      | Tempo      | Pos.       | Punti           | Tempo           | Pos.            |
| ---------- | ------------------- | ---------- | ---------- | ---------- | --------------- | --------------- | --------------- |
| Mass start | Tatsiana Mikhailava | 0          | 8'33"93    | 11ª        | non qualificata | non qualificata | non qualificata |
| Mass start | Maryna Zuyeva       | 0          | 8'54"38    | 8ª Q       | 3               | 8'41"73         | 6ª              |

## Sci alpino

### Uomini
| Gara            | Atleta           | Tempo              | Tempo              | Tempo              | Posizione |
| Gara            | Atleta           | 1ª manche          | 2ª manche          | Totale             | Posizione |
| --------------- | ---------------- | ------------------ | ------------------ | ------------------ | --------- |
| Slalom speciale | Yuri Danilochkin | 55"42              | 56"73              | 1'52"15            | 33º       |
| Slalom gigante  | Yuri Danilochkin | 1'19"45            | 1'17"44            | 2'36"89            | 54º       |
| Combinata       | Yuri Danilochkin | 1'22"78            | 55"94              | 2'18"72            | 34º       |
| Gara            | Atleta           | Tempo unica manche | Tempo unica manche | Tempo unica manche | Posizione |
| Supergigante    | Yuri Danilochkin | 1'30"13            | 1'30"13            | 1'30"13            | 42º       |
| Discesa libera  | Yuri Danilochkin | 1'45"86            | 1'45"86            | 1'45"86            | 44º       |

### Donne
| Gara            | Atleta         | Tempo              | Tempo              | Tempo              | Posizione |
| Gara            | Atleta         | 1ª manche          | 2ª manche          | Totale             | Posizione |
| --------------- | -------------- | ------------------ | ------------------ | ------------------ | --------- |
| Slalom speciale | Maria Shkanova | 52"50              | 51"71              | 1'44"21            | 28ª       |
| Slalom gigante  | Maria Shkanova | 1'18"17            | 1'14"16            | 2'32"33            | 38ª       |
| Gara            | Atleta         | Tempo unica manche | Tempo unica manche | Tempo unica manche | Posizione |
| Supergigante    | Maria Shkanova | DNF                | DNF                | DNF                | DNF       |

## Sci di fondo
La Bielorussia ha qualificato nello sci di fondo un totale di nove atleti, quattro uomini e cinque donne.

### Uomini
| Evento                 | Atleta                         | Qualificazioni | Qualificazioni | Quarti di finale | Quarti di finale | Semifinali      | Semifinali      | Finale          | Finale          |
| Evento                 | Atleta                         | Tempo          | Pos.           | Tempo            | Pos.             | Tempo           | Pos.            | Tempo           | Pos.            |
| ---------------------- | ------------------------------ | -------------- | -------------- | ---------------- | ---------------- | --------------- | --------------- | --------------- | --------------- |
| Sprint                 | Aliaksandr Voranau             | 3'17"12        | 27º Q          | 3'14"95          | 5º               | non qualificato | non qualificato | non qualificato | non qualificato |
| Sprint a squadre       | Yury Astapenka Michail Semenov | N.D.           | N.D.           | N.D.             | N.D.             | 16'32"31        | 7º              | non qualificati | non qualificati |
| Evento                 | Atleta                         | Tempo          | Tempo          | Tempo            | Distacco         | Distacco        | Distacco        | Posizione       | Posizione       |
| 15 km tecnica libera   | Yury Astapenka                 | 37'04"0        | 37'04"0        | 37'04"0          | +3'20"1          | +3'20"1         | +3'20"1         | 55º             | 55º             |
| 15 km tecnica libera   | Michail Semenov                | 36'25"8        | 36'25"8        | 36'25"8          | +2'41"9          | +2'41"9         | +2'41"9         | 40º             | 40º             |
| 15 km tecnica libera   | Aliaksandr Voranau             | 38'05"5        | 38'05"5        | 38'05"5          | +4'21"6          | +4'21"6         | +4'21"6         | 73º             | 73º             |
| 50 km tecnica classica | Michail Semenov                | 2h22'51"2      | 2h22'51"2      | 2h22'51"2        | +14'29"1         | +14'29"1        | +14'29"1        | 44º             | 44º             |
| Skiathlon              | Yury Astapenka                 | 1h23'12"5      | 1h23'12"5      | 1h23'12"5        | +6'52"5          | +6'52"5         | +6'52"5         | 50º             | 50º             |
| Skiathlon              | Sjarhej Dalidovič              | DNF            | DNF            | DNF              | DNF              | DNF             | DNF             | DNF             | DNF             |
| Skiathlon              | Michail Semenov                | 1h21'12"0      | 1h21'12"0      | 1h21'12"0        | +4'52"0          | +4'52"0         | +4'52"0         | 44º             | 44º             |

### Donne
| Evento                 | Atleta                                                                       | Qualificazioni | Qualificazioni | Quarti di finale | Quarti di finale | Semifinali      | Semifinali      | Finale          | Finale          |
| Evento                 | Atleta                                                                       | Tempo          | Pos.           | Tempo            | Pos.             | Tempo           | Pos.            | Tempo           | Pos.            |
| ---------------------- | ---------------------------------------------------------------------------- | -------------- | -------------- | ---------------- | ---------------- | --------------- | --------------- | --------------- | --------------- |
| Sprint                 | Valiantsina Kaminskaya                                                       | 3'32"80        | 47ª            | non qualificata  | non qualificata  | non qualificata | non qualificata | non qualificata | non qualificata |
| Sprint                 | Nastassja Kirylava                                                           | 3'28"98        | 40ª            | non qualificata  | non qualificata  | non qualificata | non qualificata | non qualificata | non qualificata |
| Sprint                 | Palina Seranosava                                                            | 3'29"44        | 41ª            | non qualificata  | non qualificata  | non qualificata | non qualificata | non qualificata | non qualificata |
| Sprint                 | Julija Tichonova                                                             | 3'27"19        | 35ª            | non qualificata  | non qualificata  | non qualificata | non qualificata | non qualificata | non qualificata |
| Sprint a squadre       | Palina Seranosava Julija Tichonova                                           | N.D.           | N.D.           | N.D.             | N.D.             | 17'33"63        | 8ª              | non qualificate | non qualificate |
| Evento                 | Atleta                                                                       | Tempo          | Tempo          | Tempo            | Distacco         | Distacco        | Distacco        | Posizione       | Posizione       |
| 10 km tecnica libera   | Valiantsina Kaminskaya                                                       | 30'01"6        | 30'01"6        | 30'01"6          | +5'01"1          | +5'01"1         | +5'01"1         | 70ª             | 70ª             |
| 10 km tecnica libera   | Palina Seranosava                                                            | 28'22"8        | 28'22"8        | 28'22"8          | +3'22"3          | +3'22"3         | +3'22"3         | 48ª             | 48ª             |
| 10 km tecnica libera   | Julija Tichonova                                                             | 28'07"0        | 28'07"0        | 28'07"0          | +3'06"5          | +3'06"5         | +3'06"5         | 40ª             | 40ª             |
| 30 km tecnica classica | Valiantsina Kaminskaya                                                       | 1h42'27"6      | 1h42'27"6      | 1h42'27"6        | +20'10"0         | +20'10"0        | +20'10"0        | 45ª             | 45ª             |
| 30 km tecnica classica | Palina Seranosava                                                            | 1h39'36"0      | 1h39'36"0      | 1h39'36"0        | +17'18"4         | +17'18"4        | +17'18"4        | 40ª             | 40ª             |
| 30 km tecnica classica | Julija Tichonova                                                             | DNF            | DNF            | DNF              | DNF              | DNF             | DNF             | DNF             | DNF             |
| Skiathlon              | Palina Seranosava                                                            | 45'34"9        | 45'34"9        | 45'34"9          | +4'50"0          | +4'50"0         | +4'50"0         | 46ª             | 46ª             |
| Skiathlon              | Julija Tichonova                                                             | 44'57"1        | 44'57"1        | 44'57"1          | +4'12"2          | +4'12"2         | +4'12"2         | 42ª             | 42ª             |
| Staffetta 4x5 km       | Valiantsina Kaminskaya Nastassja Kirylava Palina Seranosava Julija Tichonova | 57'56"1        | 57'56"1        | 57'56"1          | +6'31"8          | +6'31"8         | +6'31"8         | 14ª             | 14ª             |

## Short track
La Bielorussia ha qualificato nello short track un atleta.
| Gara            | Atleta           | Batteria | Batteria | Quarto di finale | Quarto di finale | Semifinale      | Semifinale      | Finale          | Finale          |
| Gara            | Atleta           | Tempo    | Pos.     | Tempo            | Pos.             | Tempo           | Pos.            | Tempo           | Pos.            |
| --------------- | ---------------- | -------- | -------- | ---------------- | ---------------- | --------------- | --------------- | --------------- | --------------- |
| 1500 m maschile | Maksim Siarheyeu | 2'15"242 | 5°       | N.D.             | N.D.             | non qualificato | non qualificato | non qualificato | non qualificato |